# Комары (дворянский род)
Комар (Камар) (пол. Komar) — шляхетский род Великого княжества Литовского и Речи Посполитой, герба того же имени, известный в источниках с XV века. По легенде, роду Комаров герб Комар был дан королём Ягайло на поле Грюнвальской битве. После разделов Польши — дворянский род Российской империи. 
В источниках Комары упоминаются как основатели Комаргорода (ныне село в Винницкой области).
Владислав Христофорович Комар, ошмянский судья, был (1656—1658) послом Литвы в Москве, его брат Иероним, оршанский судья, занимал ту же должность в 1661 году. Константин Комар упоминается в источниках под 1695 годом, как скарбник латычевский. 
Со временем род Комар разделился на несколько ветвей, из которых две писались Комар-Забожинскими, третья Комар-Стаховскими, четвёртая Коморовичами (все четыре сохраняли герб Комар). 
В Российской империи род Комаров был внесён в VI часть родословных книг Виленской, Ковенской, Киевской (Коморовичи), Подольской,  Минской и Могилёвской губерний, а также Царства Польского. Герб Комар, употреблявшийся всеми ветвями рода, был внесён в Часть 3 Гербовника дворянских родов Царства Польского, стр. 38

## Некоторые представители рода
- Владислав Комар (1910—1944) — польский и литовский спортсмен.
- Владислав Комар (1940—1998) — сын предыдущего, польский спортсмен, олимпийский чемпион 1972 года (толкание ядра)